# Staberoha distachyos
Staberoha distachyos là một loài thực vật có hoa trong họ Restionaceae. Loài này được (Rottb.) Kunth miêu tả khoa học đầu tiên năm 1841.